# Блидиреаса (Муреш)
Блидиреаса (рум. Blidireasa) насеље је у Румунији у округу Муреш у општини Ибанешти Падуре. Oпштина се налази на надморској висини од 605 m.

## Становништво
Према подацима из 2002. године у насељу је живело 210 становника, од којих су сви румунске националности.